# Kapelanka (kamieniołom)
Kapelanka lub łom na Kapelance – nieczynny kamieniołom wapienia na wzniesieniu Krzemionki Zakrzowskie w będącej częścią Krakowa Dzielnicy VIII Dębniki.
Wapienie na potrzeby budownictwa wydobywano tutaj od wielu wieków, jednak na wielką skalę dopiero od początku XX wieku. Początkowo zakłady wydobywające wapień należały do Austriackich Zakładów Solvay i Zakładów Solvay w Polsce sp. w Warszawie. Po I wojnie światowej stały się własnością Krakowskich Zakładów Sodowych Solvay. Wydobywany wapień wykorzystywano głównie do produkcji sody. W czasie II wojny światowej w zakładach tych jako pracownik fizyczny pracował Karol Wojtyła, późniejszy papież Jan Paweł II.
Na Krzemionkach Zakrzowskich wapienie wydobywano w kilku miejscach. Oprócz Kapelanki istniały kamieniołomy Łom Bergera, Skałki Twardowskiego i Zakrzówek. Eksploatację wapieni zakończono w 1991 roku. Niemal całe wzgórze wraz z wyrobiskami dawnych kamieniołomów stało się jednym z terenów rekreacyjnych Krakowa o nazwie Uroczysko Skałki Twardowskiego. Po dawnym kamieniołomie pozostały mury skalne o pionowych, miejscami nieco przewieszonych ścianach. Stały się one mekką krakowskich wspinaczy skalnych. Skalne mury dawnego kamieniołomu dzielą oni na sekcje Baba Jaga, Ciąża, Freney, Niski Mur, Problemówka, Rdzawe Zacięcie, Szara Ścianka, Sadystówka.
Wapienie pochodzą z jury późnej. Są to wapienie skaliste nieuławicone, gruboławicowe i płytowe. Zaobserwować w nich można gzymsy tektoniczne i kanały anastomatyczne. We wschodniej ścianie widoczne są powierzchnie międzyławicowe wymyte w obrębie wyżej leżącej warstwy. Niektóre kanały anastomatyczne są od siebie izolowane, łączą się jednak w dolnej część tworząc labiryntowatą sieć kanałów.

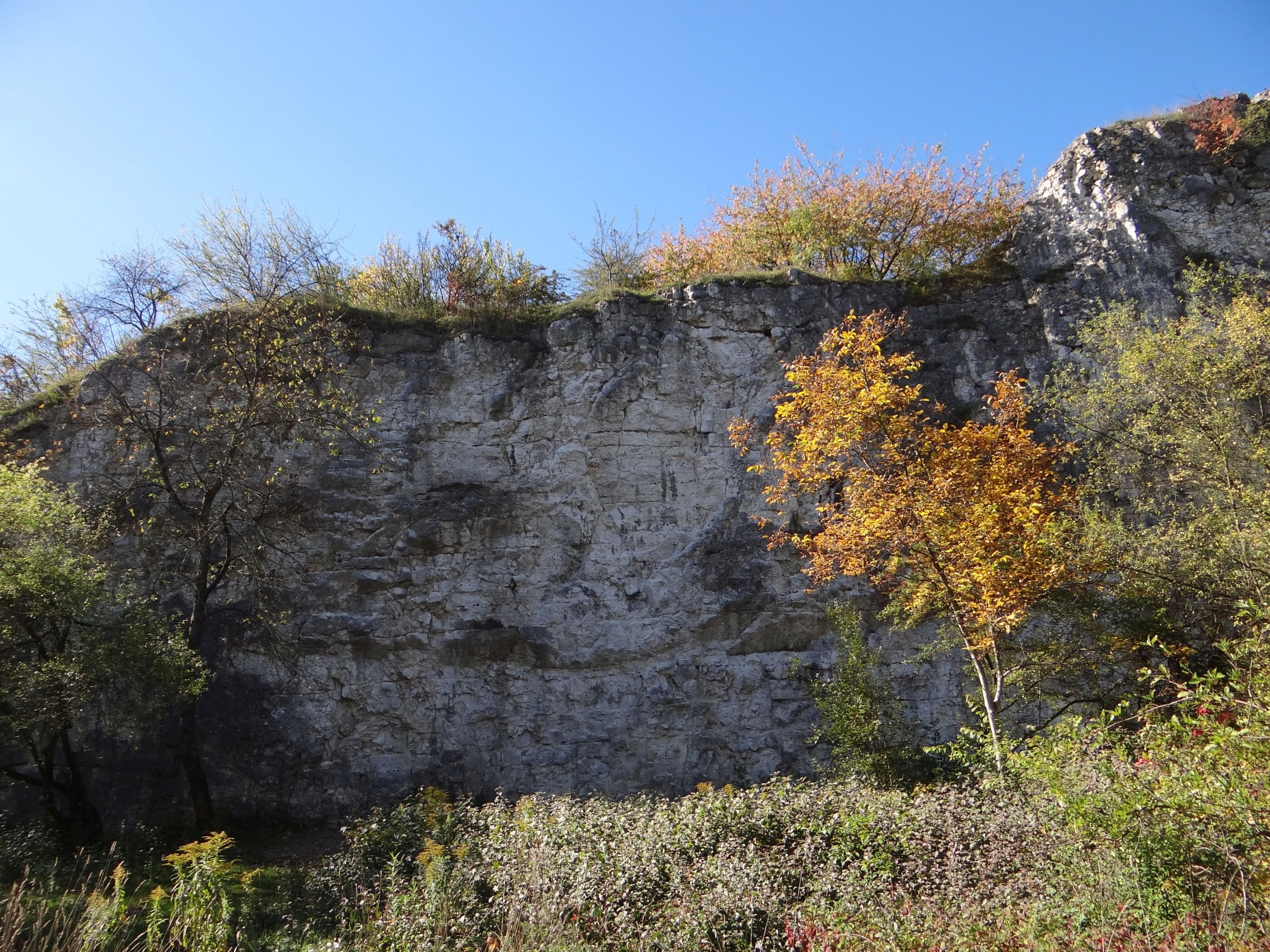
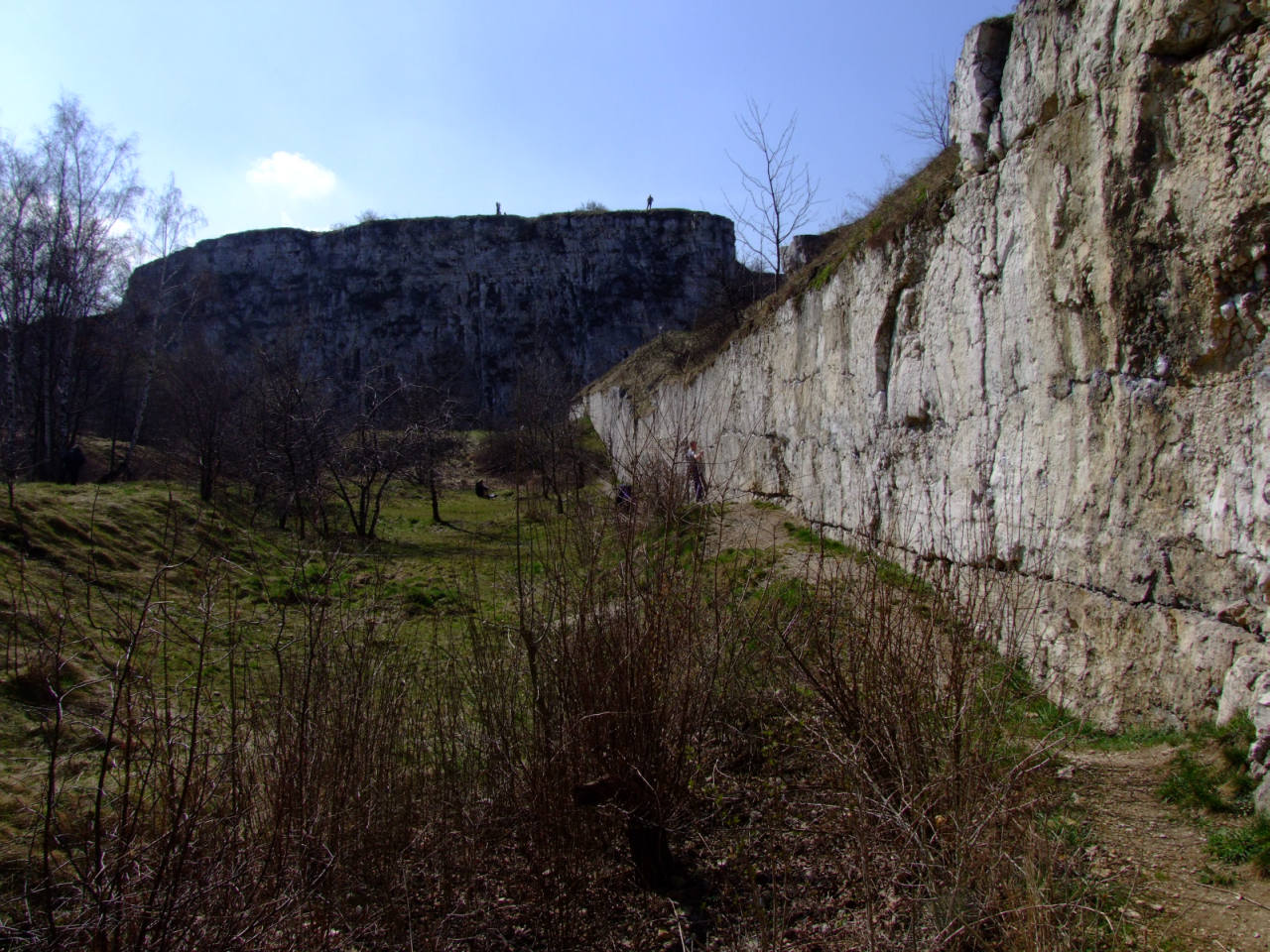
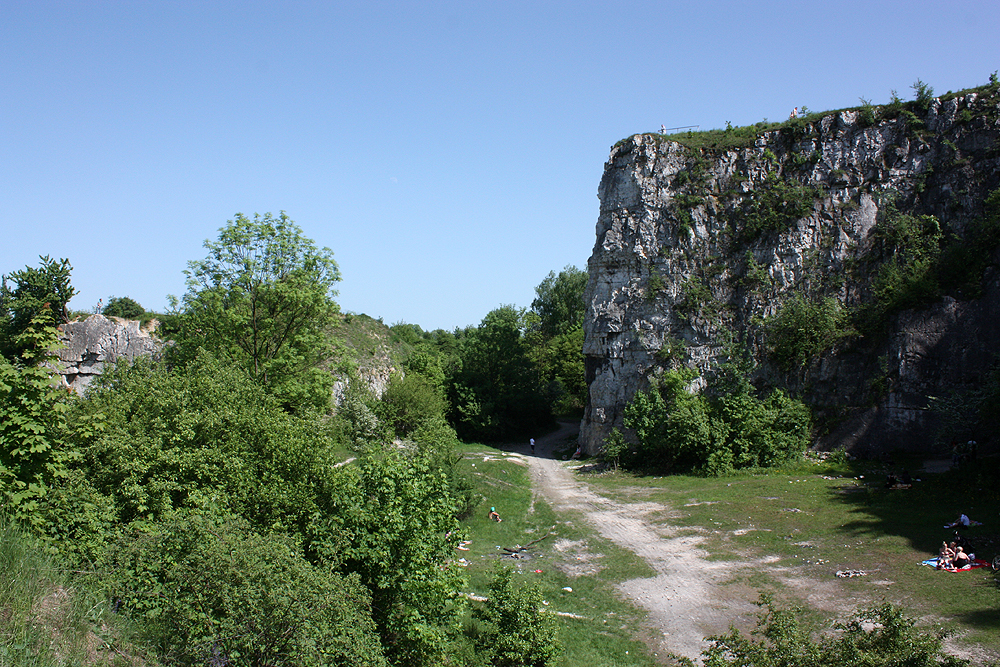
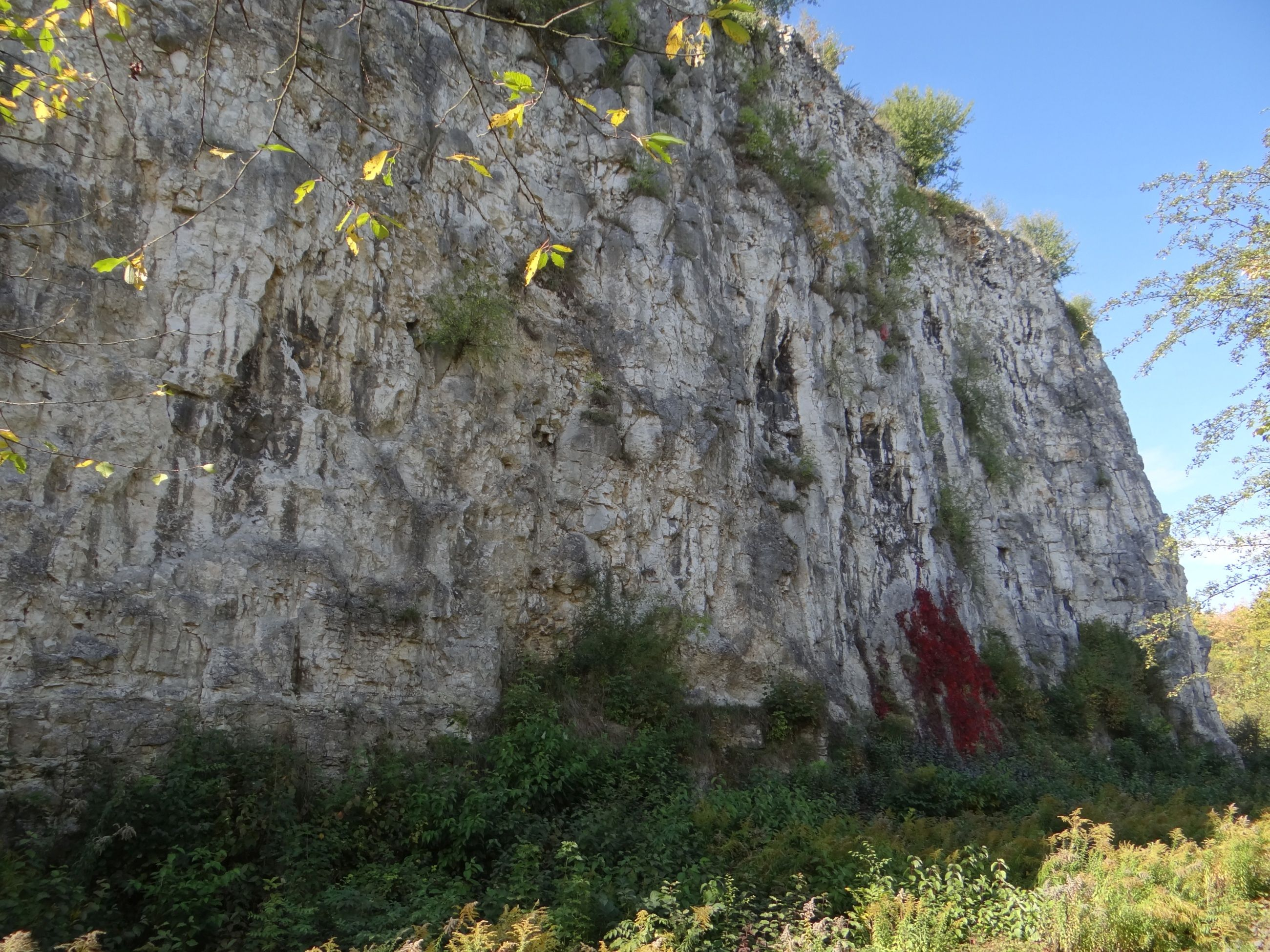
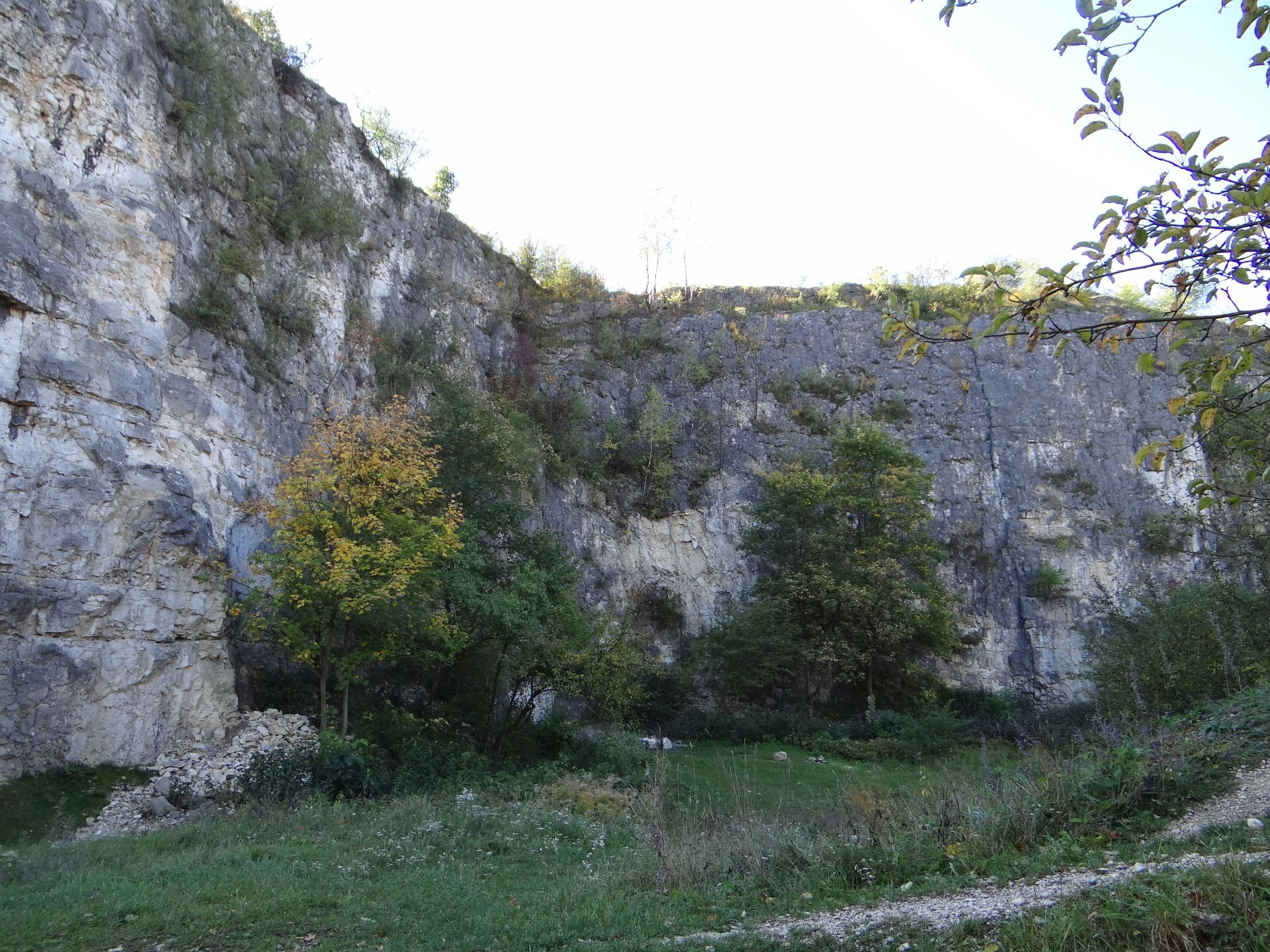

W obrębie dawnego kamieniołomu Kapelanka istnieje wiele form krasowych. M.in. są to jaskinie i schronisko. Do 2019 roku grotołazi opisali ich osiem: Jaskinia Koguta, Jaskinia Musza, Jaskinia przed Problemówką, Jaskinia w Anastomozach, Rurka, Schronisko nad Sadystówką, Schronisko obok Anastomozów. Jest też wykuta przez Austriaków Kawerna Magazyn, która służyła jako magazyn amunicji dla Twierdzy Kraków.